# Округ Рокасл (Кентаки)
Рокасл (енгл. Rockcastle County) је округ у америчкој савезној држави Кентаки.

## Демографија
По попису из 2010. године број становника је 17.056, што је 474 (2,9%) становника више него 2000. године.
| Група             | 2000.          | 2010.          |
| Белци             | 16.301 (98,3%) | 16.741 (98,2%) |
| Афроамериканци    | 23 (0,1%)      | 19 (0,1%)      |
| Азијати           | 21 (0,1%)      | 14 (0,1%)      |
| Хиспаноамериканци | 102 (0,6%)     | 103 (0,6%)     |
| Укупно            | 16.582         | 17.056         |